# Transilvania
La Transilvania (in romeno Transilvania o Ardeal; in tedesco Siebenbürgen; in ungherese Erdély) è una regione storica che costituisce la parte occidentale e centrale dell'odierna Romania.

## Etimologia
Transilvania è un'espressione latina che significa ‘oltre la foresta’ (trans ‘oltre’, silva ‘foresta’); la foresta si riferisce ai Monti Apuseni molto boschivi che separano la grande pianura ungherese dall'Altopiano Transilvanico. Il primo documento in cui fu usato il termine ultra silvam, cioè ‘oltre la foresta’, riferendosi a quest'area, risale al 1075. Il termine Partes Transsylvanæ ‘zone oltre la foresta’ risale allo stesso secolo (nella Legenda Sancti Gerhardi) e successivamente divenne l'espressione usata nei documenti in latino del Regno d'Ungheria (come Transsilvania). Anche il nome ungherese della Transilvania, Erdély, significa esattamente ‘oltre la foresta’. I due nomi sono quindi la semplice traduzione uno dell'altro.

### Ardeal/Erdély
Anche i nomi Erdély in ungherese e Ardeal in rumeno sono ritenuti collegati, non nel significato ma nella fonetica. La prima forma ungherese registrata nel XII secolo in Gesta Hungarorum fu Erdeuelu (dove erdő vuol dire ‘foresta, bosco’, erdély regione boscosa), mentre quella rumena apparve nel 1432 come Ardeliu. La modifica della prima vocale nel passaggio dall'ungherese al rumeno può essere ritrovata anche in altri prestiti ungheresi come ung. egres ‘uva spina’ → rum. agriș, agreș e i toponimi ung. Egyed, Erdőd, Erdőfalva, Esküllő → rum. Adjud, Ardud, Ardeova ed Așchileu. La loro origine e significato sono discussi e rivendicati dagli ungheresi e dai rumeni.

#### Punto di vista rumeno

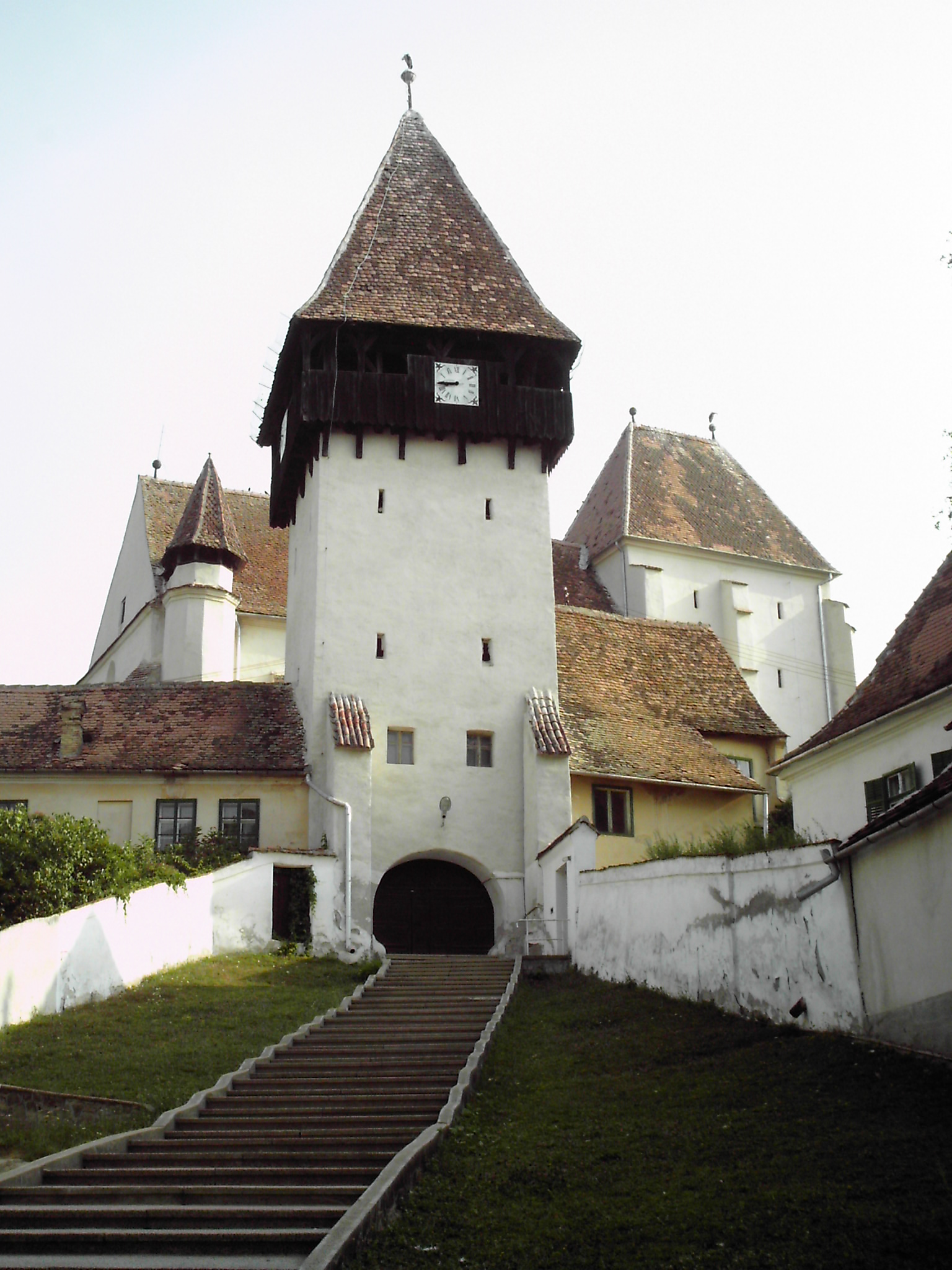
Chiesa fortificata luterana di Bazna, altro simbolo della Transilvania.

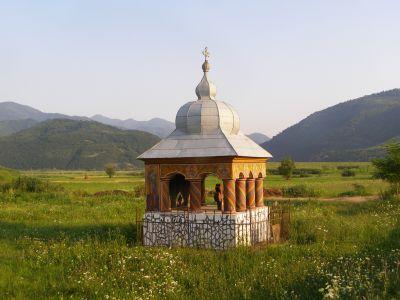
Piccola cappella campestre ortodossa in Transilvania.

Il significato originario della parola in rumeno sarebbe sconosciuto e le possibili etimologie suggerite sarebbero:
- deal significa ‘collina’ in rumeno, mentre ardea significa ‘bruciare’ (lett. ‘bruciava’): è stato suggerito che il nome potrebbe anche significare ‘terra delle colline ardenti’ dopo gli incendi appiccati da pastori rumeni per avvertire gli invasori della loro presenza o perché di origine vulcanica.
- Ardarico, il più famoso re dei germani Gepidi, governò la Transilvania nel V secolo ed è possibile che il suo nome sia da allora passato alla regione.

#### Punto di vista ungherese
L'opinione di linguisti e storici ungheresi riguardo all'etimologia sia di Erdély sia di Transilvania è:
- Erdély deriva dall'ungherese Erdőelü che significa ‘oltre la foresta’, composto da erdő ‘foresta’ e dall'arcaico elü ‘al di là, dall'altro lato’ (oggi region. elvé ‘oltre’, elv, el ‘al di là, dall'altro lato’). La prima comparsa scritta di questa forma è in Gesta Hungarorum dove è riportata come Erdeuelu (= Erdőelü).
- La forma latina Transilvania sarebbe semplicemente la traduzione dell'ungherese Erdély.
- L'antico rumeno Ardeliu deriverebbe dalla forma arcaica ungherese, dato che il primo documento che riporta il termine in ungherese risale al XII secolo, mentre il primo documento che riporta il termine in rumeno risale solo al 1432 circa.

### Siebenbürgen
Siebenbürgen, il nome tedesco che identifica la Transilvania, apparve per la prima volta in un documento risalente al 1296. Il suo significato, ‘sette città’ o ‘sette borghi’, si deve alla fondazione di sette comunità da parte dei tedeschi (noti come sassoni di Transilvania) nella regione: Klausenburg (Cluj), Kronstadt (Brașov), Hermannstadt (Sibiu), Schäßburg (Sighișoara), Mediasch (Mediaș), Mühlbach (Sebeș), e Bistritz (Bistrița). Anche il dialetto tedesco parlato da residenti in zona si chiama così, per l'esattezza Siebenbürgisch-Sächsisch. Il nome esisteva anche nella versione latina Septem Castra: ‘sette fortezze’.
Secondo un'altra ipotesi il nome tedesco della Transilvania potrebbe aver avuto origine dal fatto che lo stanziamento germanico nella regione ebbe inizio da Sibiu, il cui nome tedesco originale era Cibinburg; il nome si trasformò in Siebenbürgen e divenne il nome anche dell'intera regione.

## Geografia fisica

La regione della Transilvania in una mappa dell'odierna Romania, con indicati i confini delle contee. Le regioni storiche di Crișana, Maramureș e Banato sono indicate in giallo più scuro.

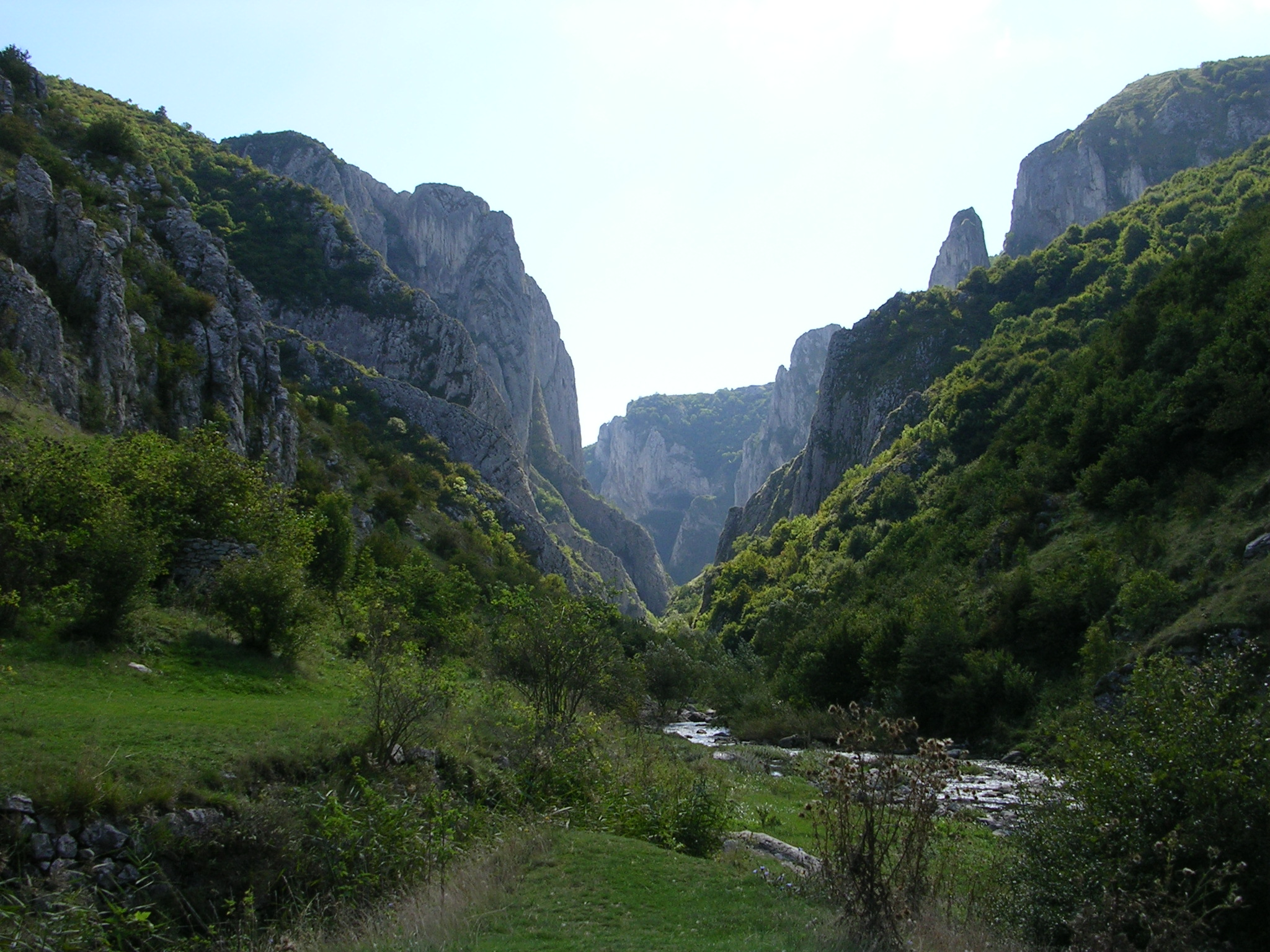
Cheile Turzii.

Il territorio, oggi conosciuto come Transilvania, è composto di una regione di 16 distretti (romeno: județ), che coprono circa 103 600 km² nella Romania centrale e nordoccidentale, comprendendo quasi metà del territorio della Romania. I 16 distretti sono Alba, Arad, Bihor, Bistrița-Năsăud, Brașov, Caraș-Severin, Cluj, Covasna, Harghita, Hunedoara, Maramureș, Mureș, Sălaj, Satu Mare, Sibiu e Timiș.
La regione della Transilvania comprende la Terra dei Siculi, la terra dei Sassoni, la Transilvania centrale il Maramureș, il Banato, e il Partium. Confina a nord con l'Ucraina, a ovest con l'Ungheria e a sud-ovest con la Serbia. I rilievi della Transilvania, un altopiano interno alla catena montuosa Carpazi, la cui altitudine varia dai 300 ai 500 m s.l.m., si addolciscono digradando verso la pianura Pannonica. È attraversata dai fiumi Mureș, Olt, Cris, Someș, e da altri affluenti del Danubio.
Cluj-Napoca ne è la capitale, altri centri urbani di rilevanza sono Oradea, Târgu Mureș, Timișoara, Brașov, Sibiu.

## Popolazione
Secondo i dati del censimento del 2002, la Transilvania ha una popolazione di 7 221 733 abitanti, costituiti da una maggioranza romena (74,7%); gli ungheresi sono 19,6% (compresi i siculi che costituiscono una parte importante degli ungheresi in Romania), romanì (2,4%) e tedeschi (0,7%). Degli oltre 600 000 abitanti sassoni che abitavano la Transilvania non rimane quasi più nulla fatta eccezione per qualche città di grandi dimensioni, ad esempio Sibiu dove si contano meno di 10 000 tedeschi. Nel mosaico variegato delle etnie della Transilvania si inseriscono anche ruteni, slovacchi, bulgari, cechi, armeni ed ebrei.
Dagli inizi del Quattrocento, per tutta l'età moderna, le etnie con potere decisionale della Transilvania, anche se i romeni erano maggioritari, furono: i magiari, i siculi e i sassoni. In particolare, i siculi, a differenza di molti altri gruppi etnici della Romania, erano concentrati in un'area ai confini del Regno d'Ungheria, la Terra dei Siculi (in ungherese Székelyföld), nelle zone che oggi comprendono i distretti di Harghita, Covasna e Mureș. Il censimento fatto nel 1869 evidenzia che i rumeni erano maggioritari ma la percentuale è cresciuta ancora, dopo l'unione della Transilvania con la Romania (1918).
Questo fenomeno è dovuto a tre processi: l'emigrazione delle minoranze tedesche e ungheresi verso altri paesi, assimilazione e migrazione interna. La migrazione interna è da considerarsi sia da un lato dei romeni, da regioni non transilvaniche verso la Transilvania, sia dall'altro lato, di ungheresi dalla Transilvania verso regioni non-transilvaniche, principalmente Bucarest. Il processo di assimilazione rallentò durante le prime fasi del regime comunista, in cui venne istituita la Regione autonoma degli ungheresi per dare maggiore autonomia ai siculi e accelerò con il governo di Nicolae Ceaușescu.
Fra gli anni cinquanta e ottanta i sassoni vennero indotti a emigrare verso stati tedeschi, per somme di indennizzo fra i 1.000 e 2.000 marchi tedeschi, a testa, lasciando tutto ciò che hanno costruito o risparmiato in otto secoli: immobili, chiese e cimiteri.
Dopo il 1990, molti abitanti della Transilvania sono emigrati verso altri paesi europei (principalmente Spagna e Italia) per ragioni spesso di natura economica. Va notato però che gli emigranti di lingua ungherese continuano a dirigersi, preferibilmente, verso l'Ungheria.

## Storia

### I Daci e la conquista romana

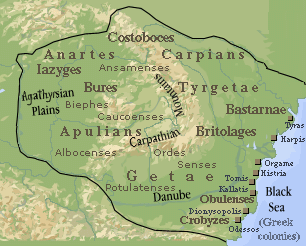
Regno daco, durante il governo di Burebista, 82 a.C.

Erodoto offre una descrizione degli Agatirsi, i quali abitarono in Transilvania durante il V secolo a.C. sotto il re Oroles. Con Burebista, il più grande re della Dacia e contemporaneo di Giulio Cesare, il regno daco raggiunse la sua massima estensione. L'area che attualmente costituisce la Transilvania fu il centro politico della Dacia.
I Daci sono spesso menzionati sotto Augusto, a detta del quale essi furono costretti a riconoscere la supremazia romana. Comunque essi non furono sottomessi, e successivamente (o più tardi) colsero ogni occasione di attraversare il Danubio ghiacciato durante l'inverno e saccheggiare le città nella provincia romana recentemente acquisita della Mesia.
I Daci costruirono parecchie città fortificate, tra le quali Sarmizegetusa, vicino all'odierna Hunedoara.
L'espansione dell'Impero romano nella penisola balcanica portò i Daci in aperto conflitto con Roma. Durante il regno di Decebalo, i Daci furono impegnati in numerose guerre con i Romani (85-89 con Domiziano: si veda Campagne daciche di Domiziano). Dopo due pesanti disfatte, i Romani ebbero la meglio ma furono obbligati a firmare una pace a causa della sconfitta di Domiziano per opera dei Marcomanni. Come conseguenza, ai Daci fu lasciata l'indipendenza, con l'obbligo di pagare un tributo annuale all'imperatore.
Nel 101-102 Traiano incominciò una campagna militare (Guerre daciche) contro i Daci, che incluse anche l'assedio della capitale Sarmizegetusa e l'occupazione di parte del paese.
Decebalo fu lasciato come un re cliente sotto un protettorato romano. Tre anni dopo, i Daci si ribellarono e sconfissero le truppe romane in Dacia. La seconda campagna (105-106) terminò con il suicidio di Decebalo e la trasformazione della Dacia nella provincia romana della Dacia Traiana. La storia delle Guerre daciche ci è tramandata da Dione Cassio, ma un ottimo resoconto storico è la famosa Colonna Traiana a Roma.

### La Dacia Romana
I Romani sfruttarono ampiamente le miniere d'oro della provincia, costruendo strade d'accesso e forti per proteggerle, come Abrud. Nuovi coloni, provenienti dalla Tracia, dalla Mesia, dalla Macedonia, dalla Gallia, dalla Siria e da altre province romane, si stabilirono nella nuova provincia, portando allo sviluppo di città come Apulum (oggi Alba Iulia) e Napoca (oggi Cluj-Napoca) in municipi e colonie.
I Daci si ribellarono frequentemente; la loro più accesa ribellione fu alla morte di Traiano. I Sarmati e i Buri furono autorizzati a insediarsi nella Dacia Traiana dopo ripetuti contrasti con l'amministrazione romana. Durante il III secolo aumentarono le pressioni dei Daci liberi (i Carpi) e i Visigoti costrinsero ad abbandonare l'esposta Dacia Traiana. Nel 271 l'imperatore romano Aureliano diede ordine all'esercito romano di abbandonare la Dacia Traiana e riorganizzò una nuova Dacia “Aureliana” nella precedente Mesia Superiore. L'abbandono della Dacia Traiana da parte dei Romani è menzionata da Eutropio nel suo “Breviarum liber nonvs”.
Non ci è dato sapere in che misura l'abbandono della Dacia, voluto da Aureliano, coinvolse la popolazione civile romanizzata o fu semplicemente un'operazione militare, purtuttavia alcuni storici ritengono che un numero più o meno consistente di Romani e Daci romanizzati si sia rifugiato tra i monti della Transilvania, conservando la lingua latina e tornando successivamente a insediarsi, in età basso-medioevale, nelle pianure valacche e moldave. Secondo una diversa ipotesi  e in conseguenza dello spopolamento dell'Illiria e della Mesia, i Romani e presumibilmente un certo numero di Daci romanizzati abbandonarono le città della Dacia storica, insediandosi nella Mesia: questa venne suddivisa in due nuove province che ebbero il nome di Dacia, ma si trovavano sulla riva destra del Danubio.
L'antica Dacia Traiana fu sotto il controllo dei Visigoti e dei Carpi sino a quando non vennero sottomessi dagli Unni nel 376. Gli Unni, sotto la guida di Attila, si stabilirono nella pianura pannonica sino alla morte di Attila nel 453.

### Invasioni barbariche

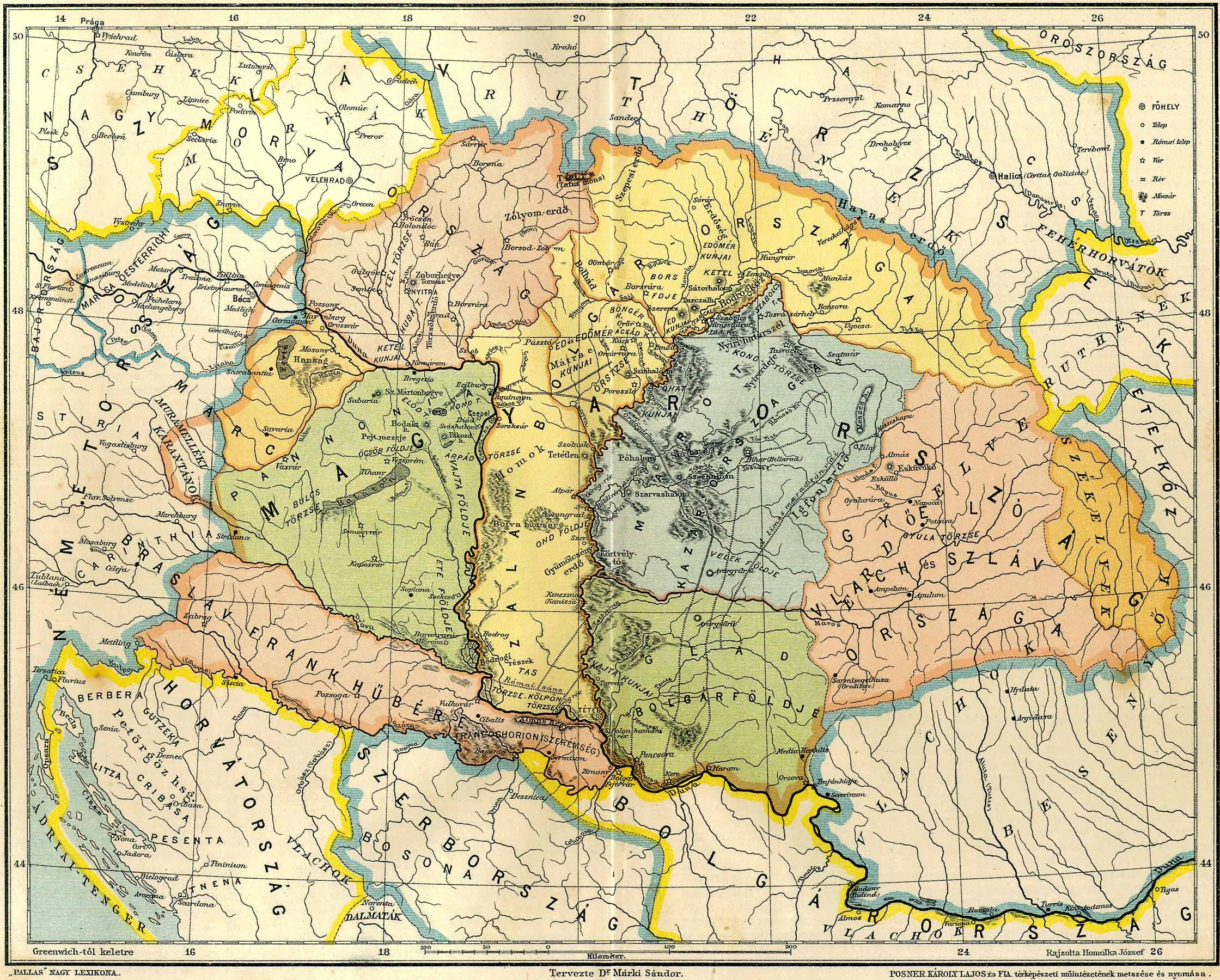

Dopo la disintegrazione dell'impero di Attila, il territorio della Transilvania fu controllato dai residui dei vari confederati (Alani, Longobardi, Rukhs-As) di Attila e dei Gepidi. Nessun'altra potenza fu capace di esercitare il controllo sulla regione per molto tempo, finché gli Avari dalla Scizia non affermarono la loro supremazia militare alla fine del VI secolo. Il Khanato avaro, tuttavia, fu sconfitto da Carlo Magno da ovest e schiacciato dai Bulgari sotto Krum agli inizi del IX secolo; così, la Transilvania insieme con la parte est della Pannonia fu incorporata nel primo impero bulgaro.
Secondo il Gesta Hungarorum, una cronaca datata il XII secolo, le terre di Gelou, condottiero dei Blachi (secondo alcuni storici da riconoscere come Valacchi, secondo altri come Bulgari) di Transilvania, del duca Glad nel Banato e di Menumorut nel Bihar, furono conquistate dai Magiari, che entrarono in possesso dell'intera Transilvania durante il X secolo. Le Gesta Hungarorum e il De Administrando Imperio parlano anche di tre governanti chiamati Geula, Gyyla e Gylas (vedi Gyula). L'esistenza di questi capi è dibattuta tra i vari storici. A detta di alcuni storici, i Bulgari potrebbero aver conservato un minimo controllo “nominale” di parte del bacino carpatico sino all'incirca l'anno 1000.
Nel 978 alcuni missionari cristiani fondarono una chiesa in un forte situato dove si trova l'attuale città di Oradea.
La storia della Transilvania durante l'Alto Medioevo è difficile da accertare a causa della scarsità di documenti attendibili o di testimonianze archeologiche. Ci sono due principali teorie in conflitto tra loro riguardo a se la popolazione daca romanizzata abbia continuato a vivere nei boschi della Transilvania dopo il ritiro dei Romani nel 271 e se pertanto i Daci barbari fossero presenti o no in questa regione al tempo delle invasioni barbariche.

### Tardo Medioevo: La Transilvania come parte del Regno d'Ungheria
Nell'anno 1000 Vajk, principe d'Ungheria, giura lealtà al Papa e diventa re Stefano I d'Ungheria, adottando il Cristianesimo e cristianizzando gli ungheresi. Lo zio materno di Stefano, Gyula, reggente della Transilvania, si contrappose al nuovo re dando rifugio ai suoi avversari. Gyula mantenne anche il controllo delle importanti miniere di sale transilvane. Nel 1003, Stefano condusse un esercito contro Gyula il quale si arrese senza combattere. Ciò rese possibile l'organizzazione dell'episcopato cattolico in Transilvania, che si concluse nel 1009 quando il vescovo di Ostia, come legato del Papa fece visita a Stefano; assieme approvarono la divisione delle diocesi e i loro confini. Il potere dei re d'Ungheria sulla Transilvania fu consolidato nel dodicesimo e tredicesimo secolo.
Nel XII e nel XIII secolo, le aree del sud e nel nord-est furono occupate da coloni di origine germanica, i Sassoni. Siebenbürgen, il nome tedesco per Transilvania, deriva dalle sette città fortificate principali dei cosiddetti Sassoni di Transilvania. L'influenza sassone diventò più marcata quando, ai primi del XIII secolo il re Andrea II d'Ungheria fece appello ai Cavalieri dell'Ordine teutonico per difendere il Burzenland dai Cumani, i quali furono seguiti dai Mongoli nel 1241. I Cumani si convertirono al cristianesimo e dopo essere stati sconfitti dai Mongoli, cercarono rifugio in Transilvania. Erzsebet, una principessa cumana, sposò Stefano V d'Ungheria nel 1254.
L'amministrazione della Transilvania fu nelle mani di un principe, che dalla seconda metà del XIII secolo controllava l'intera regione.

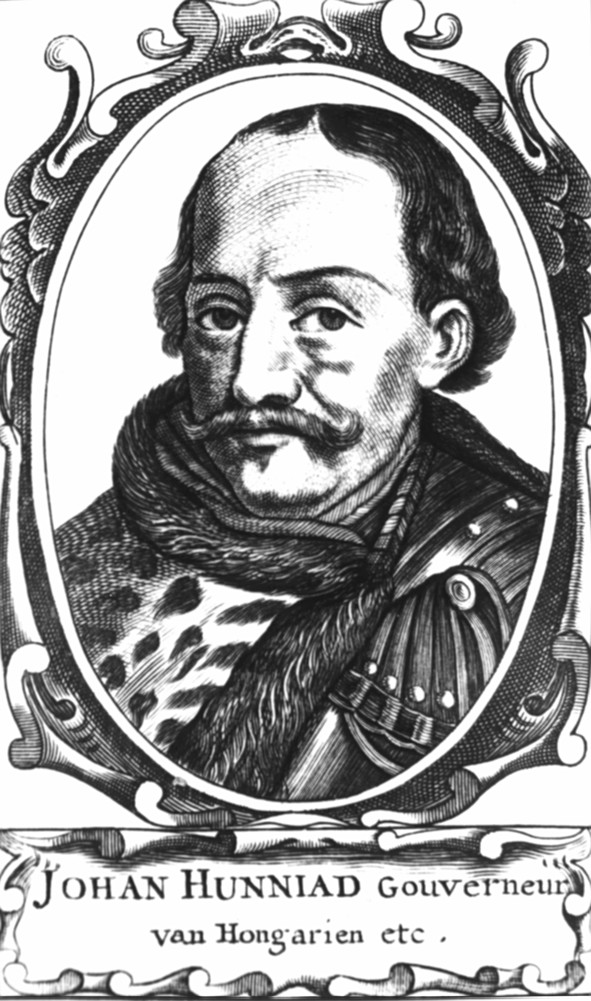
Giovanni Hunyadi.

Dopo il soffocamento della rivolta di Bobâlna nel 1438, il sistema politico si basò sulla “Unio Trium Natiorum” (L'unità dei tre popoli). I Magiari, i Siculi e i Sassoni. Tuttavia ciò corrispose a una divisione sociale e religiosa piuttosto che etnica. I rumeni erano ortodossi, ma per avere il diritto di possedere terreni o accedere alla nobiltà dovevano convertirsi al cattolicesimo; solo in questo modo sarebbero stati accettati nel sistema. In altre parole solo pochi rumeni entrarono a far parte della nobiltà dopo la conversione al cattolicesimo.
Una figura chiave che emerse in Transilvania nella prima metà del XV secolo fu János Hunyadi. A Hunyadi, per i suoi servigi, furono conferiti numerosi patrimoni e un posto al consiglio reale di Sigismondo re d'Ungheria e imperatore del Sacro Romano Impero. Dopo aver supportato la candidatura di Ladislao III di Polonia al trono d'Ungheria, fu ricompensato nel 1440 con il grado di capitano della fortezza di Nándorfehérvár (Belgrado) e il voivodato di Transilvania. I suoi successivi sforzi militari contro l'Impero ottomano gli fecero guadagnare lo status di governatore d'Ungheria nel 1446 e il riconoscimento papale di principe di Transilvania nel 1448. János Hunyadi fu anche il padre di Mattia Corvino re d'Ungheria.

### Principato di Transilvania
Dopo la morte del re Luigi II nella battaglia di Mohács (1526), combattuta contro gli Ottomani, l'ascesa di Ferdinando d'Austria al trono ungherese fu ostacolata dal governatore della Transilvania, Giovanni Zápolya; nella conseguente lotta dinastica s'inserì anche Solimano il Magnifico, che dopo la morte di Zapolya occupò l'Ungheria centrale con l'intenzione di sostenere la causa del figlio del precedente governatore, Giovanni Sigismondo.
Il 13 gennaio 1568 la Dieta di Transilvania riunitasi a Turda dichiarò la piena libertà religiosa. Nessuno poteva essere perseguitato o menomato per causa della sua confessione. Questa legge rimase uno dei capisaldi dell'identità transilvana.
La situazione si stabilizzò per qualche decennio con la tripartizione dell'Ungheria, che lasciò la Transilvania semi-indipendente e, nel 1571, i Báthory presero il controllo della regione e instaurarono il Principato. Il suo dominio si tradusse nella sostanziale difesa delle libertà religiose della popolazione, mentre il Principato era in conflitto con gli austriaci, gli ottomani e il principe di Valacchia Michele il Coraggioso.
Quest'ultimo prese possesso della Transilvania e la unì con i Principati di Moldavia e Valacchia; tuttavia l'unificazione fu rapidamente sovvertita dagli Asburgo che, con un esercito mercenario condotto dal generale Giorgio Basta, eliminarono il principe Michele e instaurarono un governo autoritario, il quale si prodigò nel restituire ogni dominio alla nobiltà e restaurare il cattolicesimo mediante la controriforma.
Il Principato di Transilvania riacquistò tuttavia la propria indipendenza fra il 1604 e il 1606, quando il calvinista Stefano Bocskai, eletto principe di Transilvania (5 aprile 1603), condusse con successo una ribellione contro il governo asburgico.
La dinastia che ne seguì condusse il Principato attraverso un periodo di massimo sviluppo, riuscendo ad ampliare i propri domini a sette contee dell'Ungheria settentrionale.

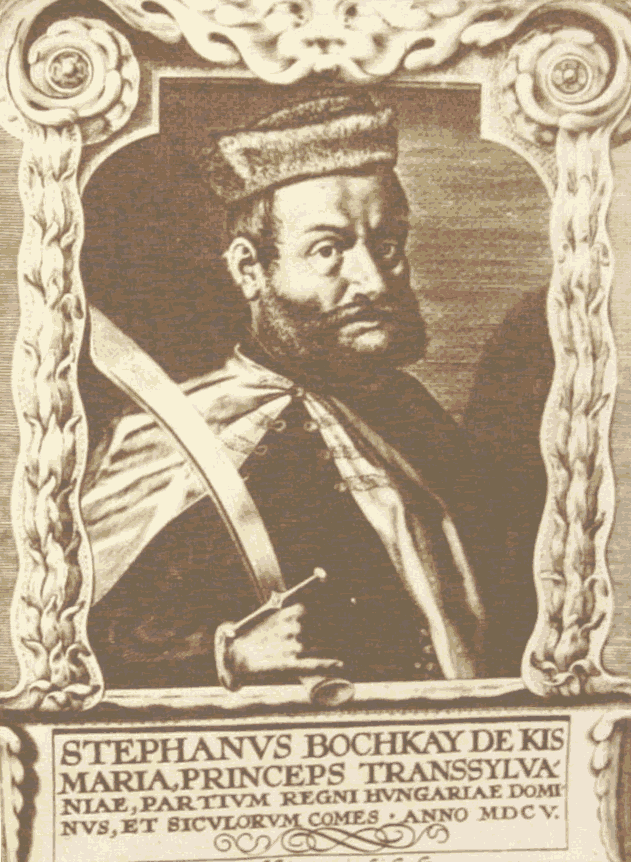
Stefano Bocskai.

La sconfitta turca nella battaglia di Vienna (1683) sancì il progressivo ritorno della zona della Transilvania sotto il controllo asburgico, che attraverso le istituzioni della Chiesa cattolica incominciò a incrinare i rapporti fra protestanti e cattolici, riducendo inoltre l'influenza della nobiltà protestante. Alla Dieta dell'"Ungheria Reale", la parte dell'Ungheria sottoposta agli Asburgo fin dalla metà del XVI sec., tenutasi a Presburgo nel 1687, l'imperatore Leopoldo I promise di osservare tutte le leggi e i privilegi ungheresi, ma impose il riconoscimento ufficiale dell'ereditarietà del trono d'Ungheria agli Asburgo, abrogando le pretese degli altri nobili. Nel 1690 Leopoldo incominciò la ridistribuzione delle terre conquistate ai turchi, dunque anche in Transilvania. I nobili protestanti e gli altri ungheresi che si erano dimostrati infedeli alla causa regia, persero i loro possedimenti che vennero assegnati a stranieri. Il graduale scollarsi delle diverse dimensioni sociali del Principato e l'unificazione della Chiesa ortodossa di Transilvania con la Chiesa cattolica, sotto le spinte della controriforma cattolica e delle vittorie militari asburgiche, testimoniarono la perdita d'indipendenza della Transilvania, che nel 1711 perse il Principato per essere sottoposta al controllo diretto di governatori asburgici, in quanto parte del riunificato Regno d'Ungheria.

### Il Settecento
La repressione dei protestanti e la divisione delle terre frustrò gli ungheresi, e nel 1703 una sommossa contadina portò a un periodo di 8 anni di rivolta contro il governo degli Asburgo. In Transilvania, che divenne nuovamente parte dell'Ungheria dalla fine del XVII secolo (come provincia, nota come "Principato di Transilvania" con una propria Dieta di sede a Gyulafehérvár), la popolazione venne riunita sotto Francesco II Rákóczi, un magnate cattolico. Gran parte dell'Ungheria presto si schierò dalla parte di Rákóczi, e la Dieta ungherese votò per annullare i diritti di successione al trono degli Asburgo. A ogni modo, quando gli Asburgo si riappacificarono a ovest dei loro possedimenti (guerra di successione spagnola) e si rivolsero completamente alla causa dell'Ungheria la rivolta fu soffocata e si concluse nel 1711, quando il conte Károlyi, generale delle armate ungheresi concluse il Trattato di Szatmár. Il trattato prevedeva ancora una volta la sottomissione degli ungheresi agli Asburgo ma l'obbligo da parte dell'imperatore di convocare periodicamente la Dieta ungherese e di garantire l'amnistia a tutti i ribelli.
Il successore di Leopoldo, re Carlo III (1711–40), era intenzionato a costruire relazioni operose con l'Ungheria dopo il Trattato di Szatmár. Carlo chiese alla Dieta di Budapest di approvare la Prammatica Sanzione, con la quale si prevedeva che i monarchi asburgici non potessero reggere l'Ungheria come imperatori, ma come re soggetti alla costituzione e alle leggi ungheresi. Egli sperava che la Prammatica Sanzione avrebbe potuto mantenere intatte tutte le terre del vasto impero asburgico anche se sua figlia Maria Teresa avesse dovuto succedergli come unica erede al trono. La Dieta approvò la Prammatica Sanzione nel 1723 e l'Ungheria divenne così una monarchia ereditaria sotto il comando degli Asburgo per tutto il periodo in cui la dinastia rimase al potere. A livello pratico, però, Carlo e i suoi successori governarono perlopiù autocraticamente, controllando tutti gli aspetti della vita pubblica e sociale dell'Ungheria, di cui la Transilvania era parte integrante, con l'eccezione dell'imposizione delle tasse che dovevano essere istituite con il consenso dei nobili locali.
Carlo organizzò il paese con un'amministrazione centralizzata e nel 1715 fondò un nuovo esercito stabile sotto il suo diretto comando, interamente composto da persone non-nobili. Questa politica ridusse gli obblighi militari dei nobili senza abrogare la loro esenzione dalla tassazione. Carlo inoltre bandì la conversione al protestantesimo, richiedendo agli impiegati civili di professare obbligatoriamente il cattolicesimo.
Maria Teresa (1741–80) regina d'Ungheria nel 1741 presenziò per la prima volta la Dieta di Budapest portando con sé il figlio da poco avuto e seppe guadagnarsi il supporto dei nobili ungheresi i quali vedevano nel mantenimento degli Asburgo sul trono ungherese la sicurezza della difesa dei loro interessi. In Ungheria, Maria Teresa fondò diverse scuole speciali per attirare molti nobili ungheresi a Vienna. Le forze ungheresi furono decisive nella vittoria di Maria Teresa nella Guerra di Successione Austriaca.
Giuseppe II (1780–90), sovrano dinamico e fortemente influenzato dall'Illuminismo, ereditò il trono da sua madre, Maria Teresa. Tentò di centralizzare il controllo dei domini di Casa d'Austria reggendolo come un despota illuminato, al punto da giungere a rifiutare l'incoronazione ufficiale in Ungheria per non sentirsi obbligato poi a sottostare alla costituzione del luogo. Nel 1781-82 Giuseppe emise la Patente di Tolleranza seguita dall'Editto di Tolleranza che garantì a protestanti e ortodossi i pieni diritti civili e agli ebrei la libertà di professione. Egli decretò inoltre che il tedesco avrebbe rimpiazzato il latino nei documenti ufficiali come accadeva nel resto dell'Impero e concesse ai contadini la libertà di lasciare i loro padroni, di sposarsi e di porre i loro figli a condurre altri lavori. Ungheria, Slavonia, Croazia, Frontiera Militare austriaca e Transilvania, soggette ancora a differenti leggi e organi amministrativi, pur essendo già parte del Regno d'Ungheria, divennero un unico territorio, noto col medesimo nome di Regno d'Ungheria.
Le riforme di Giuseppe oltraggiarono i nobili e il clero ungherese e i contadini non furono soddisfatti alimentando il malcontento per le tasse, per la coscrizione obbligatoria e per la requisizione di rifornimenti. Gli ungheresi percepirono inoltre la riforma della lingua introdotta da Giuseppe come un vero e proprio tentativo di egemonia culturale e reagirono continuando a utilizzare la loro lingua madre. I nobili di bassa estrazione furono in aperto contrasto con l'alta aristocrazia, della quale meno della metà era ungherese. Il risveglio nazionale ungherese contribuì anche a smuovere gli animi di slovacchi, rumeni, serbi e croati in Ungheria e Transilvania che si sentivano schiacciati dall'egemonia tedesca e ungherese.
Negli ultimi anni del suo regno, Giuseppe portò avanti una costosa e sfortunata campagna contro i turchi che indebolì l'impero. Il 28 gennaio 1790, tre settimane prima della sua morte, l'imperatore emise un decreto cancellando tutte le sue precedenti riforme come la Patente di Tolleranza e l'abolizione degli ordini religiosi.
Il successore di Giuseppe, Leopoldo II (1790–92), reintrodusse la tecnicità burocratica che delineò l'Ungheria come un paese separato dal resto della monarchia asburgica. Nel 1791 la Dieta passò la Legge X, che stabilì lo status dell'Ungheria come regno indipendente governato da un solo re in accordo alle leggi locali. La Legge X divenne successivamente la legge di base per tutte le riforme statali che interessarono l'Ungheria dal 1825 al 1849. Le nuove leggi richiesero sempre l'approvazione sia del re sia della Dieta e il latino venne restaurato come lingua ufficiale super partes. Leopoldo morì nel marzo del 1792 poco prima dello scoppio del regime del Terrore della Rivoluzione Francese.

### L'Ottocento
Dopo la fine dell'epoca rivoluzionaria e napoleonica, gli Asburgo divennero imperatori d'Austria ed ebbero confermati i loro diritti ereditari sull'Ungheria e dunque sulla Transilvania. Nel 1843 sotto il regno di Ferdinando V (1835–48) venne varata una legge che prevedeva la proclamazione dell'ungherese lingua nazionale, con molte e pesanti obiezioni da parte di rumeni che abitavano il territorio transilvano. Nel 1848-49 i moti rivoluzionari liberal-nazionali di Kossuth investirono tutto il Regno d'Ungheria, fino al loro soffocamento da parte delle truppe russe. Ma nel 1867 sotto l'imperatore Francesco Giuseppe fu proclamato l'Ausgleich tra l'Impero d'Austria e il Regno d'Ungheria, una sorta di "bilanciamento" tra le due monarchie che vennero costituite, col nome di Impero Austro-Ungarico, in unione personale sotto il medesimo sovrano. Quando nel 1876 l'Ungheria venne divisa in sette grandi circoli, uno di essi era la Transilvania. La situazione rimase invariata fino allo scoppiare della Prima Guerra Mondiale.

### La Transilvania come parte della Romania
Nonostante il fatto che re Carlo I e Ferdinando I fossero tedeschi e appartenessero al casato di Hohenzollern, il Regno di Romania rifiutò di entrare a far parte degli Imperi centrali e rimase neutrale quando scoppiò la prima guerra mondiale. Nel 1916 la Romania si unì alla triplice intesa, firmando una convenzione militare che riconosceva i diritti della Romania sulla Transilvania. Come conseguenza di questo patto, la Romania dichiarò guerra alle potenze centrali il 27 agosto 1916: oltrepassando i Carpazi e giungendo in Transilvania, le costrinse a combattere su un altro fronte. Il mese successivo, in Dobrugia e nei Carpazi, ebbe inizio una controffensiva tedesco-bulgara, la quale fece retrocedere l'esercito rumeno, portando alla conquista di Bucarest. L'uscita della Russia dalla guerra nel marzo 1918, con il Trattato di Brest-Litovsk, lasciò la Romania sola nell'est Europa, così che fu firmato il trattato di Bucarest) tra Romania e Germania, nel maggio dello stesso anno. Tuttavia esso non fu mai ratificato dalla Romania, la quale rientrò in guerra poco dopo.
Nell'ottobre del 1918 l'esercito rumeno avanzò fino al fiume Mureș, in Transilvania. Nella seconda metà del 1918 le nazioni all'interno dell'Austria-Ungheria proclamarono la loro indipendenza. I leader del Partito Nazionale della Transilvania si riunirono e secondo il diritto di autodeterminazione dei popoli (previsto tra i Quattordici punti di Thomas Woodrow Wilson) proclamarono l'unificazione della Transilvania alla Romania. A novembre il consiglio centrale nazionale rumeno, che rappresentava i rumeni di Transilvania, notificò al governo di Budapest di aver assunto il controllo di ventidue contee e parte di altre tre. Un'assemblea generale il 1º dicembre ad Alba Iulia promosse una delibera per l'unificazione di tutti i rumeni in un singolo stato, la cosiddetta Dichiarazione di Alba Iulia. Il consiglio nazionale dei tedeschi di Transilvania approvò il proclama, così come fecero gli Svevi del Banato. In risposta, l'assemblea generale ungherese riunita a Cluj riaffermò la propria lealtà all'Ungheria il 22 dicembre 1918.
Nello stesso mese l'esercito rumeno, che stazionava lungo il fiume Mureș, attraversò il confine e avanzò verso Cluj e Sighet, dopo aver fatto richiesta agli alleati, per proteggere i rumeni della Transilvania. Nel febbraio 1919 elementi bolscevichi stavano conducendo una campagna per diffondere la "Rivoluzione" e creare una zona neutrale tra Romania e Ungheria.
Il primo ministro dell'appena indipendente Ungheria rifiutò di riconoscere il Trattato di Versailles, che poneva la Transilvania sotto sovranità rumena. Quando il Partito Comunista d'Ungheria, condotto da Béla Kun, giunse al potere nel marzo 1919, proclamò la Repubblica sovietica ungherese e, dopo aver promesso che l'Ungheria avrebbe riguadagnato le terre che furono sotto il proprio controllo durante l'impero austro-ungarico, decise di attaccare la Cecoslovacchia e la Romania. L'esercito ungherese cominciò l'offensiva in Transilvania nell'aprile 1919 lungo i fiumi Someș e Mureș. Una controffensiva rumena si fermò lungo il fiume Tibisco a maggio. Una nuova offensiva ungherese a luglio penetrò per 60 km dentro le linee rumene prima di un altro contrattacco rumeno che condusse all'occupazione di Budapest in agosto, ponendo fine alla Repubblica Sovietica Ungherese. L'esercito si ritirò dall'Ungheria tra l'ottobre 1919 e il marzo 1920.
Il Trattato di Versailles, firmato il giugno del 1919, riconobbe la sovranità della Romania sulla Transilvania. I trattati di Saint-Germain (1919) e del Trianon (giugno 1920) perfezionarono lo status della provincia e definirono il confine tra Ungheria e Romania. Ferdinando I di Romania e Maria di Sassonia-Coburgo-Gotha furono incoronati ad Alba Iulia nel 1922.
Nell'agosto 1940, durante la seconda guerra mondiale, Adolf Hitler restituì parte della Transilvania all'Ungheria in seguito al Secondo arbitrato di Vienna. Il 12 settembre del 1944 le autorità rumene conclusero un armistizio con l'Unione Sovietica che, in cambio della cessione della Bessarabia e della Bucovina del nord, restituiva alla Romania tutta la Transilvania. I trattati di Parigi del 1947 dopo la fine della guerra confermarono i termini dell'armistizio con l'URSS, rendendo definitivo il ritorno di tutta la Transilvania alla Romania. I confini, in base al trattato, corrispondevano a quelli del 1920. Nel 1952 il governo comunista rumeno, dichiarando di voler meglio tutelare i diritti delle minoranze presenti nella regione (e in primo luogo di quella ungherese), concesse a una parte della Transilvania (tre contee lontane dai confini ungheresi, la cosiddetta "Terra dei Siculi") un regime di autonomia interna, costituendo la Regione autonoma degli ungheresi, ma l'opinione degli ungheresi fu di senso opposto, poiché ritenevano che non fossero quelli dichiarati dal governo rumeno i motivi che lo portarono a costituire la regione autonoma: così la Regione fu soppressa nel 1968. In realtà, per altro, soprattutto dopo la stabilizzazione del vicino regime d'Ungheria dopo la rivoluzione ungherese del 1956, il governo rumeno tentò di attuare una vera e propria politica di snazionalizzazione ai danni della minoranza ungherese, attraverso ad esempio la limitazione del numero di corsi d'insegnamento della lingua magiara.
Anche la minoranza tedesca fu perseguitata, soprattutto durante il periodo comunista, perché identificata con la vecchia minaccia nazista. Nicolae Ceaușescu negli anni settanta concluse un importante accordo con la Germania Ovest in base al quale Bonn concedeva un contributo economico alla Romania in cambio dell'immigrazione in Germania di parti consistenti di questa minoranza.
Con la caduta del regime, dopo la rivoluzione romena del 1989, nella regione si verificò un revival nazionalista della minoranza ungherese, che portò al drammatico conflitto interetnico di Târgu Mureș del marzo 1990.

## Economia

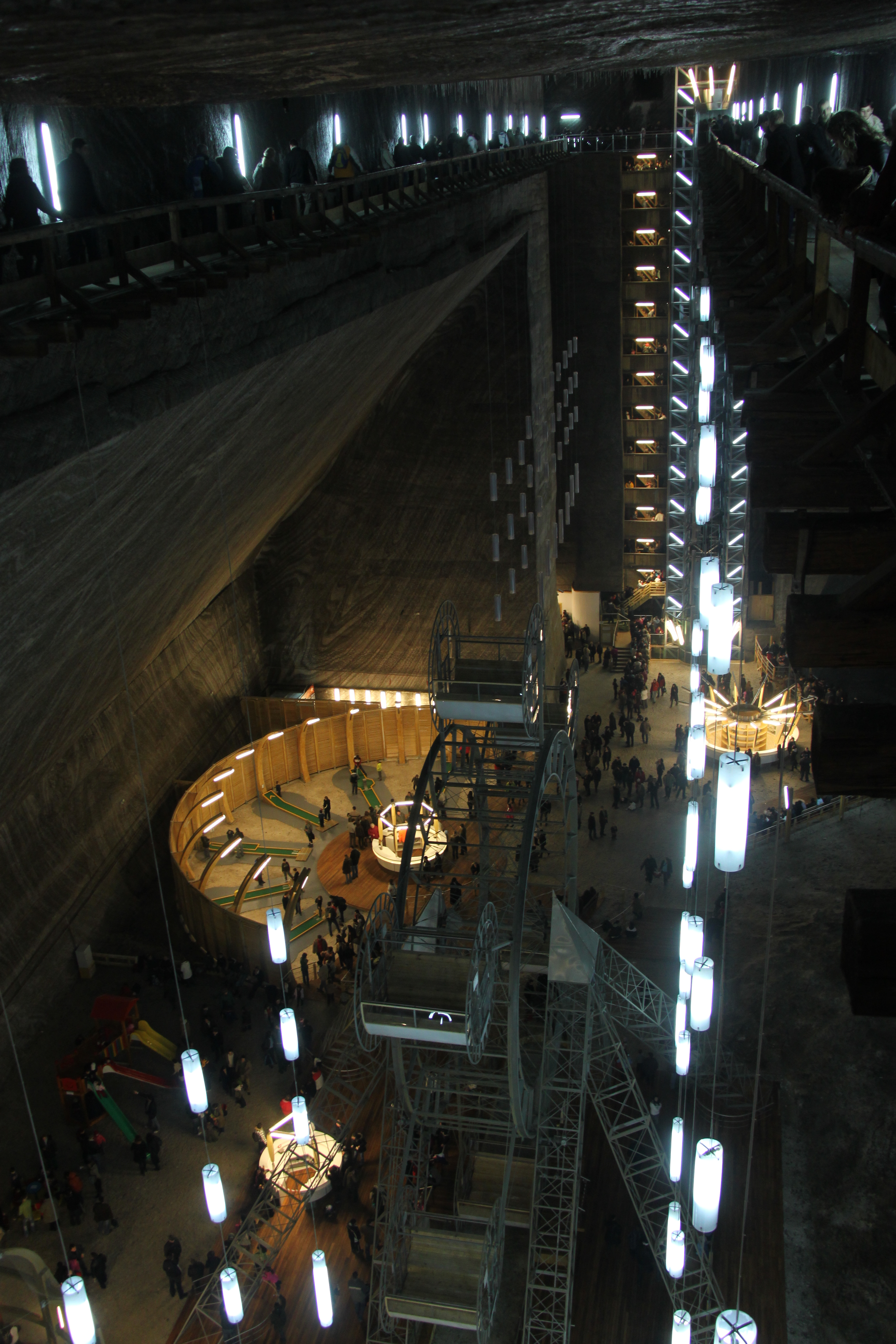
Una sala della Salina Turda.

La Transilvania è ricca di risorse minerarie come ferro, piombo, lignite, manganese, oro, rame, sale, gas naturale e zolfo. Esistono poi grandi stabilimenti industriali chimici, acciaierie e industrie tessili. Altre risorse economiche sono nell'ambito dell'agricoltura, con frutteti e vigne, e nella trasformazione del legname.
La Transilvania contribuisce per circa il 35% al PIL della Romania, mentre la sua ricchezza pro capite è di circa $15 150, intorno all'11,5% in più rispetto alla media nazionale.

## Censimenti della popolazione dal 1869
| Anno | Totale    | Rumeni | Ungheresi | Tedeschi |
| ---- | --------- | ------ | --------- | -------- |
| 1869 | 4.224.436 | 59,0%  | 24,9%     | 11,9%    |
| 1880 | 4.032.851 | 57,0%  | 25,9%     | 12,5%    |
| 1890 | 4.429.564 | 56,0%  | 27,1%     | 12,5%    |
| 1900 | 4.840.722 | 55,2%  | 29,4%     | 11,9%    |
| 1910 | 5.262.495 | 53,8%  | 31,6%     | 10,7%    |
| 1919 | 5.259.918 | 57,1%  | 26,5%     | 9,8%     |
| 1920 | 5.208.345 | 57,3%  | 25,5%     | 10,6%    |
| 1930 | 5.114.214 | 58,3%  | 26,7%     | 9,7%     |
| 1941 | 5.548.363 | 55,9%  | 29,5%     | 9,0%     |
| 1948 | 5.761.127 | 65,1%  | 25,7%     | 5,8%     |
| 1956 | 6.232.312 | 65,5%  | 25,9%     | 6,0%     |
| 1966 | 6.736.046 | 68,0%  | 24,2%     | 5,6%     |
| 1977 | 7.500.229 | 69,4%  | 22,6%     | 4,6%     |
| 1992 | 7.723.313 | 75,3%  | 21,0%     | 1,2%     |
| 2002 | 7.221.733 | 74,7%  | 19,6%     | 0,7%     |
| 2011 | 6.789.250 | 70,6%  | 17,9%     | 0,4%     |

 Fonte:

## La Transilvania nella cultura di massa
Nel 1897 la Transilvania viene scelta da Bram Stoker come terra natale del suo celebre personaggio, il conte Dracula. Lo straordinario successo del romanzo, nonché delle numerosissime opere derivate, rende la regione nota a livello internazionale, ma anche la cristallizza nella rappresentazione che ne dà Stoker. Nell'immaginario collettivo la Transilvania è ritratta spesso come una terra arretrata, disseminata di piccoli villaggi medievali terrorizzati da vampiri dimoranti in castelli gotici. L'identificazione della Transilvania col genere horror va al di là del suo mostro più rappresentativo, rendendola l'ambientazione prescelta anche per storie che non trattano di vampiri. Un esempio celebre è il film Frankenstein Junior.

## Stemma storico della Transilvania
La Dieta nel 1659 rappresentò i popoli principali della Transilvania in uno stemma, le cui componenti erano state ideate nel 1596 da Levin Hulsius. Tuttavia mentre gli ungheresi, i sassoni e i siculi furono rappresentati, i rumeni non lo furono, nonostante la loro proposta di inserire una rappresentazione della Dacia. Poiché le divisioni amministrative rumene erano contee (județe), lo stemma storico oggi è utilizzato solo all'interno dello stemma della Romania. Esso raffigura:
- elemento dominante, su uno sfondo blu, è una figura ornitomorfa di colore nero che rappresenta il Turul, l'uccello mitologico ugrico che guidò il popolo ungherese dall'Asia in Europa. L'uccello è rivolto verso il sole, simbolo dell'occidente, consacrando così l'appartenenza di questa terra che si trova al confine con l'oriente. Corrisponde alla fascia sociale della nobiltà medievale, che era principalmente magiara. Il Sole e la Luna crescente, sopra il Turul, rappresentante i Siculi.
- una fascia rossa divisoria
- sette torri rosse su fondo giallo rappresentanti le sette città fortificate dei sassoni di Transilvania oppure possono essere identificate come le sette torri del castello di Bran.[5][6][7]

Stemma della Transilvania ideato da Levin Hulsius nel 1596.
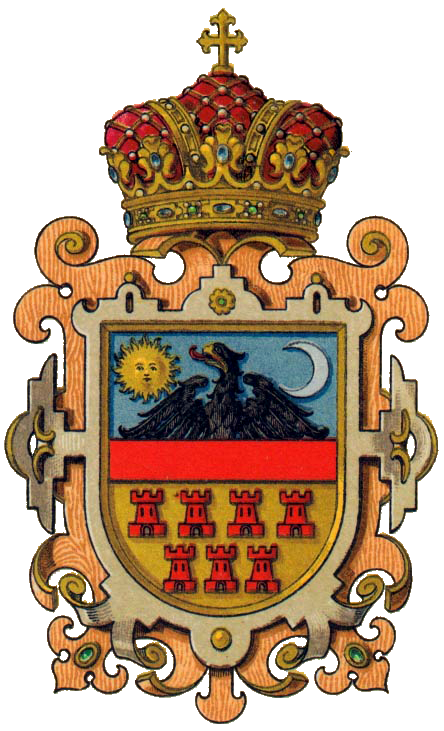
Stemma della Transilvania dal 1659 al 1867.
Lo stemma della Transilvania all'interno dello stemma ungherese dal 1867 al 1918.
Lo stemma della Transilvania all'interno dello stemma rumeno del 1922 e dopo la fine del comunismo.

## L'Inno della Transilvania
Il Siebenbürgenlied è l'inno dei Sassoni di Transilvania (Siebenbürger Sachsen) in lingua tedesca.
(1. strofa)
(2. strofa)
(3. strofa)
(4. strofa)
(5. strofa)
(6. strofa)
(7. strofa)